# Max Rohskopf
Max Rohskopf (Killbuck, 27 de setembro de 1994) é um lutador americano de artes marciais mistas, atualmente competindo na divisão leve do Ultimate Fighting Championship.

## Carreira no Wrestling
Rohskopf começou a treinar wrestling aos 13 anos de idade, incentivado pelo diretor de sua escola, que também era o treinador da equipe de wrestling.

### Ensino Médio
Apesar de ter apenas dois anos de experiência no esporte, Rohskopf se classificou para o campeonato estadual de Wrestling em Ohio representando a West Holmes High School, mas não venceu. A partir daí, ele ficou entre os três melhores pelos próximos 3 anos. Ele se formou com um cartel no Wrestling de 148-21 e foi estudar na North Carolina State University em 2013.

### Wrestling Universitário
Rohskopf não obteve sucesso imediato, acumulando um cartel negativo e não sendo escolhido para a equipe principal no primeiro ano. Entretanto, em seu segundo ano, ele conseguiu reverter isso e acumulou um cartel de 25-15, sendo escolhido para representar a North Carolina State no torneio da NCAA na categoria até 75 kilos. Em seu terceiro ano, ele obteve ainda mais sucesso, acumulando um cartel de 14-2.

## Carreira no MMA

### Início
Rohskopf começou a treinar Boxe e Jiu Jitsu enquanto terminava seus estudos na North Carolina State University, já mostrando interesse em fazer a transição para as artes marciais mistas. Ele fez uma luta amadora após se formar e fez sua estreia no MMA profissional em 2018. Ele acumulou 5 vitórias seguidas, sendo todas por finalização.

### Ultimate Fighting Championship
Em junho de 2020, Rohskopf ganhou um contrato com o UFC após aceitar uma luta com uma semana de antecedência. Ele é esperado para enfrentar Austin Hubbard em 20 de junho de 2020 no UFC on ESPN: Blaydes vs. Volkov.

## Cartel no MMA
| Cartel no MMA   |            |           |
| 6 lutas         | 5 vitórias | 1 derrota |
| Por nocaute     | 0          | 1         |
| Por finalização | 5          | 0         |
| Por decisão     | 0          | 0         |

| Res.    | Cartel | Oponente          | Método                                 | Evento                          | Data       | Round | Tempo | Local                    | Notas           |
| ------- | ------ | ----------------- | -------------------------------------- | ------------------------------- | ---------- | ----- | ----- | ------------------------ | --------------- |
| Derrota | 5-1    | Austin Hubbard    | Nocaute Técnico (desistência)          | UFC on ESPN: Blaydes vs. Volkov | 20/06/2020 | 2     | 5:00  | Las Vegas, Nevada        | Estreia no UFC. |
| Vitória | 5-0    | Paulo Silva       | Finalização (estrangulamento anaconda) | Titan FC 59                     | 28/02/2020 | 1     | 0:53  | Fort Lauderdale, Florida |                 |
| Vitória | 4-0    | Zach Zane         | Finalização (mata-leão)                | Final Fight Championship 40     | 05/09/2019 | 1     | 1:11  | Las Vegas, Nevada        |                 |
| Vitória | 3-0    | Jonathon Morris   | Finalização (mata-leão)                | Final Fight Championship 38     | 20/06/2019 | 1     | 4:38  | Las Vegas, Nevada        |                 |
| Vitória | 2-0    | Omar Hussein      | Finalização (mata-leão)                | Final Fight Championship 35     | 19/04/2019 | 1     | 4:18  | Las Vegas, Nevada        |                 |
| Vitória | 1-0    | Vincent Arredondo | Finalização (mata-leão)                | WFF 37                          | 10/02/2018 | 2     | 3:11  | Chandler, Arizona        |                 |